# Wilhelm Severin
Wilhelm Severin (* 1809 in Eschweiler, Département de la Roer; † 28. April 1888 in Düsseldorf) war ein deutscher Lithograf und Fotograf.

## Leben

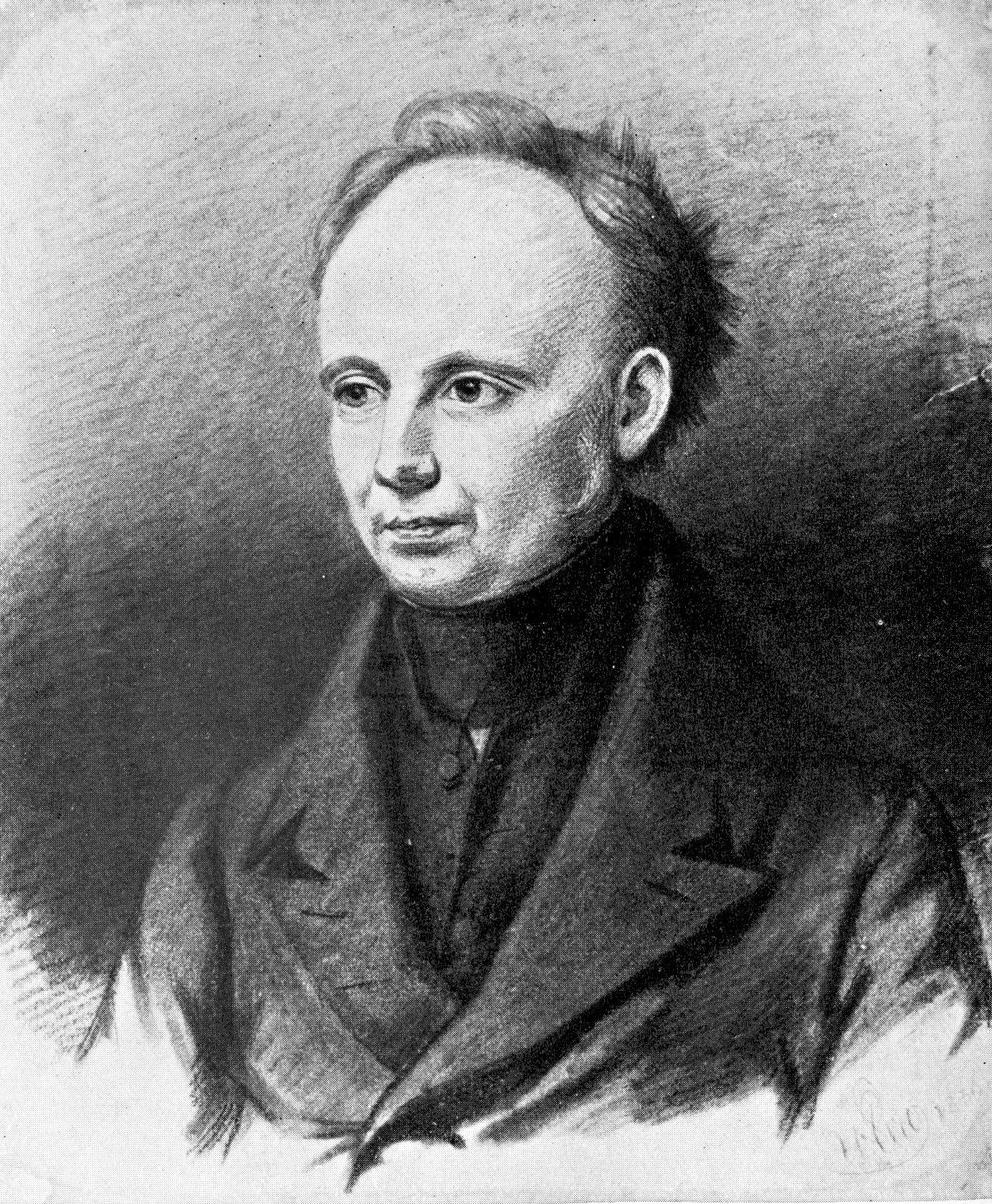
Christian Dietrich Grabbe, Lithografie von Severin nach einer Zeichnung von Joseph Wilhelm Pero, 1836

Josine und Lucie Köhler, Porträtfoto im Visitformat, um 1865

Henrikus Zoetelief, Porträtfoto im Visitformat, um 1865

Wilhelm Severin war ein Sohn des seit 1824 in Düsseldorf ansässigen Buchbinders und Lithografen Johann Melchior Severin. In dessen Werkstatt erhielt er eine handwerkliche Ausbildung, ebenso wie der spätere Landschaftsmaler Johann Wilhelm Schirmer, der dort als Geselle arbeitete. Spätestens 1833 hatte er in Düsseldorf eine eigene Steindruckerei mit zwei Druckpressen. Wilhelm Severins Schwester Catharina, ab 1836 Ehefrau des Friedensrichters Peter Joseph Fischbach (1806–1870), war eine Porträtmalerin, die ihre Kunst bei Heinrich Christoph Kolbe und Lambert Cornelius sowie Wilhelm Schadow gelernt hatte.
Severin gilt neben Matthias Radermacher als einer der ersten Daguerreotypisten des Rheinlandes. In diesem Metier trat er seit 1844 in Erscheinung. Seine lithografische und fotografische Anstalt hatte er in Düsseldorf am Steinweg 217 (später Schadowstraße 69). Proben seiner fotografischen Arbeit – Daguerreotypie-Porträts in einem Rahmen – stellte er 1852 auf der Provinzial-Gewerbe-Ausstellung für Rheinland und Westphalen aus. 1859 fanden seine Fotografien – Porträts, Ansichten von Landschaften und Stereoskopien – auch im Industriepalast von Paris Anerkennung, damals die Hauptstadt der Fotografie. Zu seinen Kunden zählten Prinz Albert von Schwarzburg-Rudolstadt, Prinzessin Maria Anna zu Solms-Braunfels (1809–1892, ab 1831 Gattin von Wilhelm zu Solms-Braunfels), das Komponistenehepaar Clara und Robert Schumann, das auch seine Kinder von ihm ablichten ließ, sowie 1849 der Industrielle Alfred Krupp. Mehrere Bildnisse von Mitgliedern der Fürstenfamilie Wied aus der Zeit um 1845/46 haben sich in der fotografischen Sammlung des Fürstenhauses erhalten. Das Porträt eines unbekannten Mannes, ebenfalls um 1845, befindet sich in der Sammlung May und Jochen Voigt. Ein lithografisches Porträt fertigte er nach einer Zeichnung von Joseph Wilhelm Pero von dem Dichter Christian Dietrich Grabbe. Weitere lithografische Arbeiten wurden veröffentlicht in der 1845 bei Julius Buddeus herausgegebenen Mappe Schattenseiten der Düsseldorfer Maler nebst verkürzten Ansichten ihrer letzten Leistungen, die namhafte Maler der Düsseldorfer Schule in ihren Ateliers zeigt. Dem Milieu Düsseldorfer Maler war Severin wie andere Düsseldorfer Fotografen durch den Künstlerverein Malkasten verbunden, dessen Mitglied er war.
Severin war befreundet mit dem belgischen Lithografen, Maler und Fotografen Louis Joseph Ghémar. Aus der Ehe mit Maria, geb. Müller, hatte Wilhelm Severin die Söhne Robert und Wilhelm. Robert eröffnete um 1854 mit Ghémar ein Foto-Atelier in Antwerpen, das sie im Februar 1856 an Auguste De Bredt veräußerten, um nach Brüssel zu ziehen. Nachdem Ghémar und Robert Severin ihre Partnerschaft gelöst hatten, zog Robert Severin nach Den Haag, später nach Hamburg, Sint-Gillis (bei Brüssel) und Bremen.

### Hoffotograf
- 1859 ernannte Stephanie von Portugal Severin zum Hoffotografen.[20]